# Ketteringham
Ketteringham är en civil parish i Storbritannien.   Den ligger i grevskapet Norfolk och riksdelen England, i den sydöstra delen av landet, 150 km nordost om huvudstaden London. Antalet invånare är 169. Arean är 6,5 kvadratkilometer.
Terrängen i Ketteringham är mycket platt.